# Bubulcus coromandus
Espèce
Répartition géographique
- zone de nidification
- résident permanent
- non nicheur

Statut de conservation UICN

 LC  : Préoccupation mineure
Ardea coromanda appelé Héron de Coromandel, ou Garde-bœufs d'Asie, est une espèce d'oiseaux de la famille des ardéidés.

## Taxinomie
Ardea coromanda est considérée par certaines classifications comme une sous-espèce du Héron garde-bœufs. Il porte alors le nom scientifique Ardea ibis coromandus.

## Description
Cet oiseau ressemble beaucoup au Héron garde-bœufs. Il s'en distingue cependant par une taille légèrement plus petite et un plus long bec ; la tête, le cou et la poitrine chamois orangé soutenu en plumage nuptial.

## Répartition
Cet ardéidé vit en Asie méridionale et orientale ; il hiverne en Océanie.

## Galerie

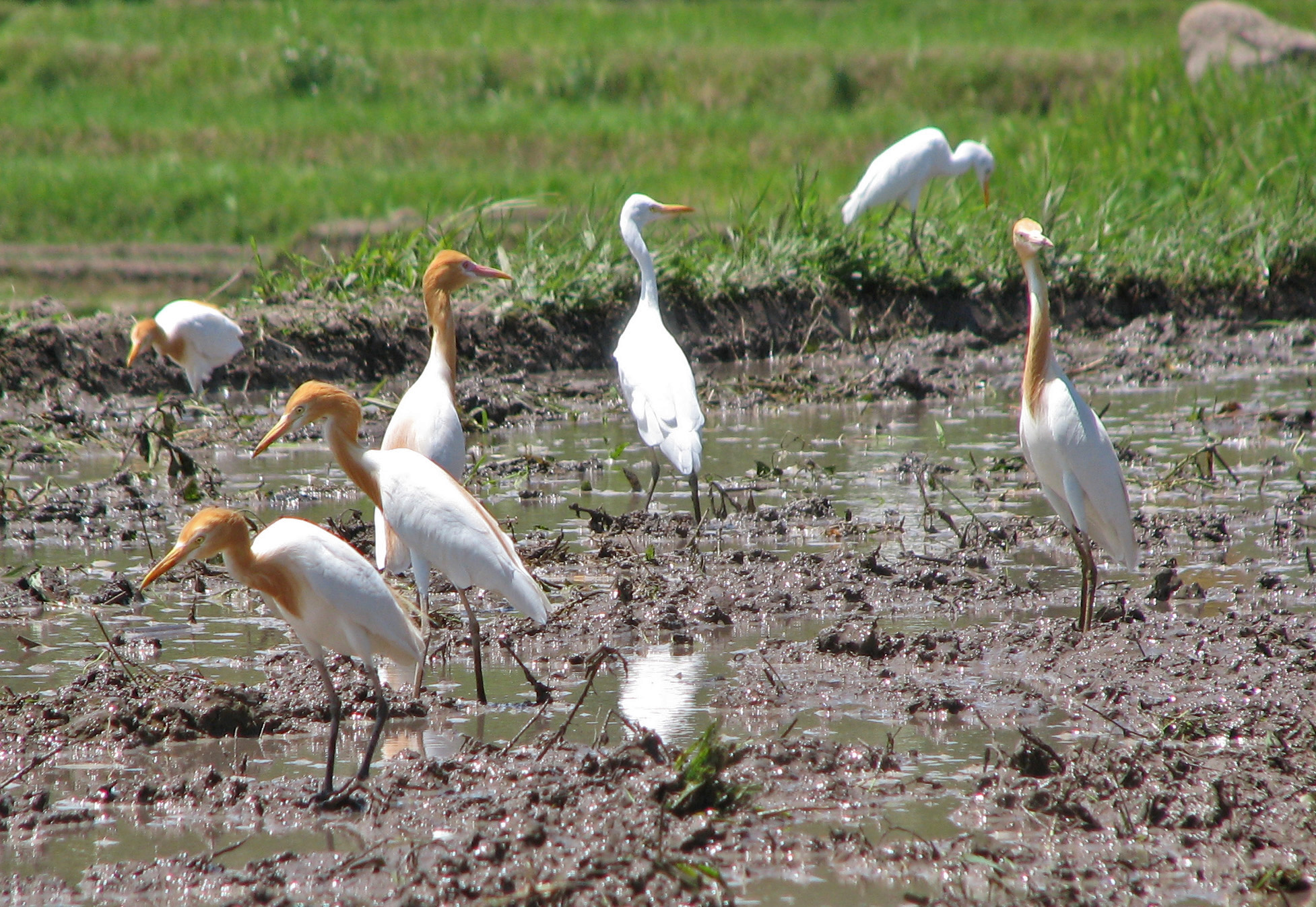
...picorant dans une rizière à Bali.
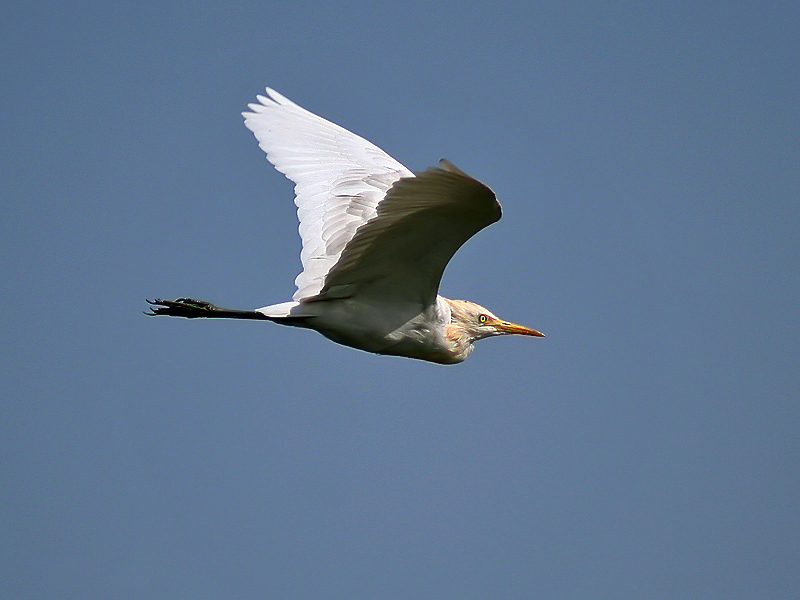
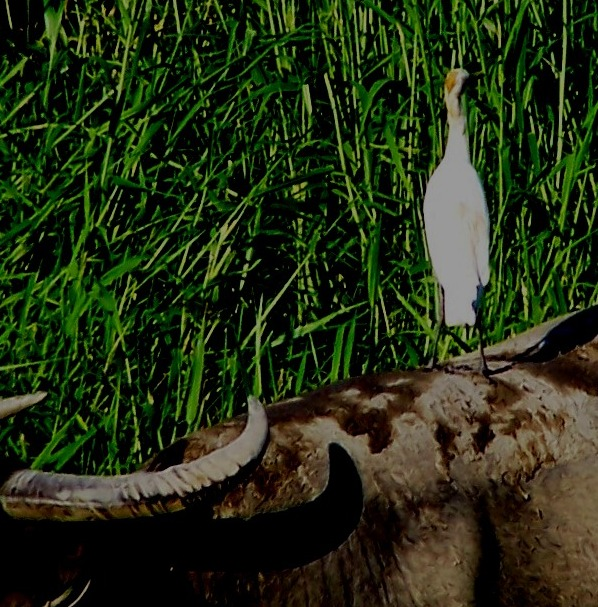